# Окелбу (община)
Окелбу (на шведски: Ockelbo kommun) е община в Швеция в състава на лен Йевлебори. Главен административен център на общината е едноименния град Окелбу. Населението на общината е 5785 души (към 31 декември 2013).